# Conan Ier de Bretagne
Pour les articles homonymes, voir Conan de Bretagne.
Conan Ier dit le Tors ou le Tort (? – mort le 27 juin 992 lors de la bataille de Conquereuil), fils de Juhel Bérenger, comte de Rennes, fut comte de Rennes à partir de 979 et duc de Bretagne de 990 à 992.

## Biographie
Conan Ier était le fils de Juhel Bérenger de Rennes. Après s’être débarrassé de la tutelle de Wicohen, l’archevêque de Dol-de-Bretagne, qui avait imposé sa suzeraineté à son père, Conan est mentionné pour la première fois entre 965/972, lorsque le pape Jean XIII adresse un message aux chefs bretons Berangarius et filius suus Conanus afin de les inviter à rentrer dans l'obédience de la Métropole de Tours. Conan apparaît ensuite comme « Conanus comes Britanniæ » le 18 août 979 à la cour du comte Eudes de Chartres, ce qui montre que le partage du pouvoir effectué au début de la décennie 950, après la mort d'Alain Barbetorte, s'imposait encore en Bretagne.
À une date inconnue, lors des deux dernières décennies du Xe siècle, Conan épouse Ermengarde, fille de Geoffroy Ier Grisegonnelle. Cette union angevine permettait que les enfants à naître apparaissent comme des descendants des anciens comtes de Nantes de l'époque carolingienne, dont les Ingelgeriens étaient issus en ligne féminine, et elle apportait en dot des prétentions sur le Nantais.
Conan prend ensuite le contrôle du Vannetais en s’alliant avec Orscand le Grand, évêque de Vannes. La première bataille de Conquereuil disputée contre Hoël de Nantes en 981 ne lui permet pas d’imposer sa suzeraineté sur le Nantais en raison d'une grave blessure qu'il reçoit et qui l'oblige à retourner à Rennes, l'empêchant de pousser son avantage.
Après la disparition du comte Guérech de Nantes, il met la main, sans résistance, sur le comté de Nantes en 990 après la mort de son jeune héritier le comte Alain. Il fait construire une forteresse au sud-ouest de la ville, le château du Bouffay près du confluent de l'Erdre et de la Loire et en confie la garde à son allié l'évêque Orscand.
Conan aurait ensuite été proclamé « duc de Bretagne ». Lors de la confirmation d’une donation faite à Dol en faveur de l’abbaye du Mont-Saint-Michel, le 28 juillet 990 en présence de l'archevêque Main et de sept évêques de Bretagne, Conan prend le titre de « Britannorum Princeps » c'est-à-dire « Principal » selon la traduction proposée par Dominique Barthélemy,. Raoul Glaber, moine franc contemporain déclare qu'il « ne craignit pas de ceindre le diadème comme un roi ».
Le nouveau comte d'Anjou, Foulques Nerra, s’inquiétant de son ascension politique, se proclame le défenseur des intérêts de la maison de Nantes et lui livre combat. Conan Ier est tué lors de la seconde bataille de Conquereuil le 27 juin 992. Conan Ier de Bretagne fut inhumé dans la chapelle Saint-Martin de l’église abbatiale du Mont-Saint-Michel dont il était le bienfaiteur.

## Union et descendance
De son union avec Ermengarde, fille de Geoffroy Ier d'Anjou, il laisse au moins deux enfants :
- Geoffroi Ier de Bretagne ;
- Judith, épouse entre 996 et 1008 le duc Richard II de Normandie, morte le 28 juin 1017.

Bien qu’aucune autre épouse ne lui soit connue, les trois fils suivants ne sont jamais considérés comme des enfants d’Ermengarde :
- Judicaël de Vannes, évêque de Vannes en 992-1008, mort le 13 juin 1037 ;
- Catualon abbé de l’abbaye Saint-Sauveur de Redon de 1019/1021 à 1040 ;
- Urvod mentionné le 11 mars 1026 dans une charte d’Alain III de Bretagne.